# Кордивино (Мачерата)
Кордивино (итал. Cordivino) насеље је у Италији у округу Мачерата, региону Марке.
Према процени из 2011. у насељу је живело 15 становника. Насеље се налази на надморској висини од 441 м.